# Liga Federal

En rojo la Liga de los Pueblos Libres en 1815 como parte de las Provincias Unidas del Río de la Plata.

La Liga Federal también conocida como Unión de los Pueblos Libres, (o su variante Liga de los Pueblos Libres) fue una breve confederación semindependiente de provincias aliadas en la región del Río de la Plata, apenas meses después del inicio de las Guerras Civiles Argentinas. 
Fue fundada y liderada por José Gervasio Artigas, gobernador de la Provincia Oriental (cuya mayor parte es hoy la República Oriental del Uruguay), quien asumió el título de Protector de los Pueblos Libres. La Liga fue constituida por las provincias de Córdoba, Corrientes, Entre Ríos, la Provincia Oriental, Santa Fe y los pueblos de Misiones.

## Organización territorial
La confederación estaba formada por las provincias de Córdoba, Corrientes, Entre Ríos, la Provincia Oriental, Santa Fe y los pueblos de Misiones.
| Bandera | Escudo | Provincia  | Capital    |
| ------- | ------ | ---------- | ---------- |
|         |        | Córdoba    | Córdoba    |
|         |        | Corrientes |            |
|         |        | Entre Ríos |            |
|         |        | Oriental   | Montevideo |
|         |        | Santa Fe   |            |
|         |        | Misiones   |            |

## Antecedentes

### Inicios del federalismo
El federalismo rioplatense tuvo un origen confuso. A fines de 1810, Cornelio Saavedra buscó obtener respaldos desde el "Interior" y oponerse a los "jacobinos" morenistas en la ciudad de Buenos Aires; por ello se apoyó en los representantes de las ciudades del interior para reemplazar a la Primera Junta de Gobierno por la Junta Grande, de la que poco después expulsó a los más notorios morenistas. La reacción centralista en la capital llevó a la conformación de varios gobiernos de corta duración y luego del llamado Directorio, un grupo unitario, centralista y elitista, cuyos exponentes más destacados fueron Alvear y Pueyrredón.
En respuesta al centralismo exclusivista que percibían en los gobiernos porteños, surgió en las ciudades y el campo de las provincias del interior el deseo del autogobierno, buscando que el gobierno central fuera un representante de los "pueblos", en lugar de recibir gobiernos nombrados desde la capital sin participación local. El primer líder político del movimiento fue el entonces coronel José Artigas, líder popular y militar de la Provincia Oriental, que propuso el sistema federal como modo de gobierno de la nueva nación en el Congreso de Abril de 1813, adelantándose a organizar la nación antes de terminada la guerra de independencia de España. No obstante, aclaraba que

Ni por asomo se trata de una separación nacional.

Lo que el caudillo deseaba era integrar a su recién emancipada Provincia Oriental al movimiento revolucionario porteño, que estaba planteando la creación de las Provincias Unidas del Río de la Plata. La Provincia Oriental envió representantes a la Asamblea Constituyente que deliberaba en Buenos Aires, con instrucciones que plasmaban las bases teóricas sobre las ideas de Artigas, resumidas en tres pilares fundamentales: Independencia, República y Federación.
Sin embargo, la asamblea no admitió a los diputados orientales, con el supuesto de estar mal elegidos según su sistema de elección, que Artigas desestimó por considerarlo inadecuado. En realidad, se aduce que este rechazo tuvo motivos políticos: Buenos Aires veía al federalismo como una teoría discordante, mientras que Artigas lo consideraba, por el contrario, como garantía de la unidad de una nación. 
El rechazo de sus propuestas y de los representantes de la Provincia Oriental en la Asamblea del Año XIII llevó a la ruptura política con el gobierno central en enero de 1814, momento en que se iniciaron las guerras civiles argentinas.

## Historia

### Origen
La Liga Federal fue establecida en el marco de las guerras civiles entre los partidarios del federalismo (según el profesor Reyes Abadie, Artigas elaboró una idea de federalismo adaptada a la región), agrupados en torno de Artigas, y los partidarios del gobierno central unitario del director supremo basado en Buenos Aires. Tal liga, también llamada Unión de Los Pueblos Libres, fue constituida por las provincias de Córdoba, Corrientes, Entre Ríos, la Provincia Oriental, la de Santa Fe y los pueblos de Misiones bajo el control de Andrés Guazurary (también conocido como Andrés Artigas), quien intentó incluir a las Misiones Orientales ocupadas por Portugal en 1801. Contra la Liga Federal se oponía el gobierno nacional centralista y unitario, instalado en la ciudad de Buenos Aires pero con partidarios en las demás provincias, incluyendo a Montevideo, que buscaba uniformar el sistema de gobierno empeñado en la guerra de independencia.
La Liga Federal se conformó entre 1814 y 1815, alcanzando su apogeo luego de la caída del director supremo Carlos María de Alvear en 1815. Careció de instituciones centrales, aglutinándose los caudillos federales en torno del mando militar y al prestigio de Artigas que se titulaba Protector de los Pueblos Libres. Para tratar de sus relaciones con Buenos Aires el 29 de junio de 1815 Artigas reunió el Congreso de Oriente en Concepción del Uruguay, sobre el cual una línea historiográfica ha conjeturado que en él se realizó una declaración de independencia nacional, que no es confirmada por ningún documento histórico. La provincia de Córdoba adhirió brevemente a la protección de Artigas y siempre estuvo libre de sus tropas. Además de Córdoba y la Provincia Oriental, integraron la Liga Federal las provincias de Corrientes, Santa Fe, Entre Ríos y la comandancia general de Misiones. La provincia de Entre Ríos era una agrupación de varios caudillos militares subordinados a Artigas que en conjunto formaban la Federación Entrerriana, mientras que Misiones se integraba por los pueblos misioneros aglutinados bajo el mando de Andrés Guazurary (quien muchos historiadores consideran posible sea un hijo guaraní de Artigas) en parte de las actuales provincias argentinas de Misiones, Corrientes y Entre Ríos y por las Misiones Orientales en el sur del actual Brasil.

### Nace la Liga de los Pueblos Libres
En poco tiempo, Artigas controló las provincias de Entre Ríos, la Oriental y Corrientes; poco después también incorporó Santa Fe y favoreció una revolución en Córdoba, provincia que se comportaría más bien como una aliada.
El sistema ideado por Artigas planteaba que la futura nación a concebir debía estar compuesta por provincias autónomas, ligados por pactos interprovinciales. Es decir, un gobierno local competente a cada provincia, que se ocupase de sus asuntos internos, ya que creía que este era el aspecto esencial para proteger la “soberanía particular de los pueblos”. Cada provincia debía poseer además su propio ejército, ya que Artigas creía en “el derecho de los pueblos a guardar y tener armas”.
Los "pueblos libres" formaban la que comenzó a ser llamada Liga Federal. En teoría, Artigas no tenía poder sobre los gobiernos autónomos de las provincias, ni siquiera sobre la Oriental, sino que utilizaba el título de "Protector de los Pueblos Libres", y se encargaba de las relaciones exteriores y con el gobierno central, y de la dirección de la guerra.
En tanto, Artigas apoyó a las masas campesinas que lo seguían con su Reglamento Provisorio Para Fomento de la Campaña y Seguridad de sus Hacendados, de 1815, en el cual se autorizaba la expropiación de terrenos a los “malos europeos y peores americanos”, para posteriormente ser repartidos entre el pobrerío rural que lo seguía, bajo el lema de que “los más infelices serán los más privilegiados”. Además, defendió la idea de la universalidad de la enseñanza sin distinción de clases sociales o etnias, e incluso intentó crear reservas indígenas autónomas, gobernadas por sus habitantes.
El avance del dominio federal fue enfrentado militarmente por el Directorio; tras sucesivos fracasos en sus intentos de aplastar las autonomías provinciales, se ordenó al general José de San Martín —que había iniciado la liberación de Chile— "aplastar con las tropas a su mando a las tropas federales y artiguistas", San Martín desobedeció al gobierno central, completando la campaña del sur de Chile e iniciando la campaña que resultaría en la independencia del Perú y de Ecuador.
Por el lado de Manuel Belgrano, éste general aún estaba enfrentando directamente a los realistas, de modo que siempre consideró al federalismo nefasto para la organización de su ejército, y pretendió postergar la discusión sobre la forma de organización del Estado. No obstante, a fines de la década advertía que

"Hay mucha equivocación en los conceptos: no existe tal facilidad de concluir esta guerra; si los autores de ella no quieren concluirla, no se acabará jamás... El ejército que mando no puede acabarla, es un imposible. Su único fin debe ser por un avenimiento... o veremos transformarse el país en puros salvajes..." [cita requerida]

### Disolución de la Liga y exilio de Artigas
En agosto de 1816 numerosas tropas luso-brasileñas invadieron la Banda Oriental, dando comienzo a una guerra contra Artigas y sus fuerzas. El 4 de enero de 1817 Montevideo cayó en manos portuguesas. La guerra continuó por unos años más hasta la derrota definitiva de las tropas artiguistas en la Batalla de Tacuarembó, enterado de esto Rivera y rodeado por el enemigo en Tres Árboles, no tuvo otra alternativa que aceptar el Acuerdo de Tres Árboles, el cual cedió el control de la Provincia Oriental al bando portugués, el 22 de enero de 1820. Artigas debió abandonar el territorio oriental, al que ya no volvió, y varios de sus lugartenientes cayeron prisioneros o abandonaron la lucha. 
Unos días más tarde, el 1 de febrero de 1820 se libró la Batalla de Cepeda, en la que los caudillos federales de Santa Fe y Entre Ríos, Estanislao López y Francisco Ramírez, derrotaron a las fuerzas unitarias de Buenos Aires, provocando la disolución del Directorio, del Congreso y de esta manera la desaparición del poder a nivel nacional.
Más tarde los caudillos vencedores firmaron junto al gobernador de Buenos Aires el Tratado del Pilar. Artigas les había impuesto como condición previa a todo compromiso la obligación de Buenos Aires de declarar la guerra a Portugal para liberar a la Banda Oriental, ocupada desde 1816. Sin embargo, López y Ramírez no escucharon la petición de Artigas y desconocieron su autoridad, ya que consideraban más urgente la reorganización de sus provincias, así como sostener el control federal sobre Buenos Aires y dejar por el momento la guerra contra los luso-brasileños. Artigas consideró esto como una traición a la causa de los Pueblos Libres y lo llevó a una breve guerra contra Ramírez, en la que terminó derrotado. Se exilió a Paraguay, y no volvió a participar de la vida política.
De esta manera, con la Provincia Oriental ocupada por los lusobrasileños, y las provincias de Santa Fe y Entre Ríos habiendo desconocido la autoridad de Artigas, la Liga de los Pueblos Libres quedó disuelta, aunque estas últimas dos provincias continuaron siendo federales.
Al finalizar la guerra del Brasil, la Provincia Oriental se transformó en un estado tapón independiente en 1828, mientras que el sistema federal se impuso nominalmente sobre las demás provincias de Argentina a partir del Pacto Federal de 1831 y la subsiguiente creación de la Confederación Argentina en 1835 bajo el liderazgo de Juan Manuel de Rosas.

## Banderas de la Liga Federal y sus provincias

Primera bandera de los Pueblos Libres, entre ellos adoptada por Corrientes en 1815.
Bandera de la Liga Federal, diseñada por Artigas
Bandera de la Provincia Oriental de 1815
Bandera cordobesa de 1815.
Bandera de Misiones de 1815 hasta 1827, restablecida con tonalidad más azul en la actualidad.
Bandera cordobesa de 1814.
Bandera de Santa Fe de 1815 a 1821.
Bandera de Corrientes de 1820.
Bandera de Corrientes de 1814.